# 北山田 (睦沢町)
北山田（きたやまだ）は、千葉県長生郡睦沢町の大字。郵便番号299-4404。

## 地理
北は北山田寺崎新田、東は寺崎、南東は上市場、南は大谷木、西は長南町豊原に隣接している。

## 歴史
江戸期は北山田村であり、上総国長柄郡のうち。「上総国村高帳」では幕府と旗本駒井氏・永井氏の相給、「旧高旧領」では旗本駒井氏と旗本永井2氏の相給。村高は、文禄3年「石高覚帳」524石、「元禄郷帳」「天保郷帳」「旧高旧領」ともに524石余。天正19年8月に検地が行われた。「上総国村高帳」では家数44。神社は玉前六社の1つである三之宮神社。同社は当村と寺崎・大谷木・七井戸・猿袋・永井6か村の鎮守で、江戸期には三之宮福大権現といわれた。同社はもとは大谷木村にあったが、宝治合戦の後当村に移転したという（睦沢村故事漫録）。寺院は天台宗長栄寺・薬王寺。明治6年千葉県に所属。同9年当村と大谷木村は寺崎小学校から分離し、長栄寺に北山田小学校を設立。同18年の反別117町8反余（上総国町村誌）。明治22年土睦村の大字となる。

### 年表
- 1873年（明治6年） - 千葉県に所属。
- 1889年（明治22年）4月1日 - 長柄郡土睦村大字北山田になる。
  - 町村制施行し、下之郷村、上之郷村、大谷木村、北山田村、北山田寺崎新田、上市場村、寺崎村、岩井村、川島村、小滝村、河須ケ谷村が合併し長柄郡長生村が発足。
- 1897年（明治30年）4月1日 - 長生郡土睦村北山田になる。
  - 長柄郡は上埴生郡と統合されて長生郡が発足。長生郡東村となる。
- 1955年（昭和30年）7月20日 - 長生郡睦沢村北山田寺になる。
  - 土睦村は長南町の一部（森、長楽寺）、夷隅郡瑞沢村と合併し、睦沢村が発足。
- 1983年（昭和58年）4月1日 - 長生郡睦沢町北山田になる。
  - 睦沢村が町制施行し、睦沢町となる。

## 世帯数と人口
2017年（平成29年）4月1日現在の世帯数と人口は以下の通りである。
| 大字   | 世帯数 | 人口  |
| ------ | ------ | ----- |
| 北山田 | 49世帯 | 134人 |

## 施設
- 北山田青年館
- 東部集会所
- 長栄寺
- 薬王寺
- 三之宮神社